# گونسالو آگیار
گونسالو آگیار (اسپانیایی: Gonzalo Aguiar‎؛ زادهٔ ۱۱ آوریل ۱۹۶۶) دوچرخه‌سوار اهل اسپانیا است. وی در بازی‌های المپیک تابستانی ۱۹۸۸ شرکت کرده است.